# Alda Merini

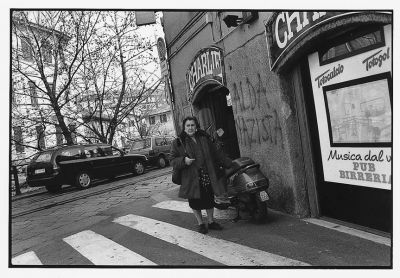
Alda Merini a les portes del cafè Chimera, al qual anava sovint

Alda Merini (Milà, 21 de març de 1931 - 1 de novembre de 2009) va ser una poeta, pensadora, aforista i escriptora italiana que va crear gran part de la seva obra en un hospital psiquiàtric de la postguerra italiana, on l'havia tancada el seu marit. Ha estat proposada diverses vegades per al Premi Nobel de Literatura. La seva obra no ha estat publicada en català fins al 2012, en què aparegué la traducció de Nora Albert de Balades no pagades. Posteriorment s'ha publicat La Terra Santa, Clínica de l'abandó i Deliri d'amor.

## Biografia
Merini va ser la menor de tres germans, fills d'un venedor d'assegurances i una mestressa de casa. No va aprovar l'assignatura de llengua a l'escola primària, i conseqüentment no va poder entrar a l'institut. Tanmateix, ja havia començat a escriure poesia i va començar a publicar als quinze anys, gràcies a Giacinto Spagnoletti, que va donar a conèixer el seu talent i, el 1950, la va incloure entre els poetes de la seva Antologia della poesia italiana 1909-1949. El 1951, per suggeriment d'Eugenio Montale i de Maria Luisa Spaziani, l'editor Scheiwiller inclogué dos poemes inèdits seus en l'antologia Poetesse del Novecento. Entre 1950 i 1953, Merini freqüentà el poeta Salvatore Quasimodo.
El 1953 va publicar el seu primer volum de poemes, La presenza d'Orfeo. El 1955 publicaria Nozze Romane i Paura di Dio. Es va casar amb Ettore Carniti l'any 1953, el qual, després de tenir la seva primera filla, la va tancar en un hospital psiquiàtric on l'anava a visitar de tant en tant. Va ser allà on va engendrar i tenir les seves altres tres filles, la tercera «potser no del seu marit», segons ella confessa. Hi va viure als seixanta i als setanta.
Merini dedicaria al metge que va tenir cura de la seva primera filla, Pietro De Paschale, la selecció de versos Tu sei Pietro, que es va publicar el 1961, després del qual començaria un període de silenci i aïllament a causa de l'estada a l'hospital psiquiàtric Paolo Pini, que es perllongà fins al 1972.
En sortir-ne, el 1979, va publicar els seus poemes més valorats, escrits durant l'internament. La Terra Santa seria publicat el 1984. El 1981 havia mort el seu marit i havia conegut el poeta Michele Pierri, amb qui es va casar el 1983 i es traslladà a viure a Tàrent. Hi escrigué La gazza ladra i també va acabar L'altra verità. Diario di una diversa, el seu primer llibre en prosa, al qual seguirien, ja de retorn a Milà, Fogli bianchi, el 1987 i Testamento (1988).
Els anys vuitanta i noranta van ser d'una gran fecunditat literària, alhora que el seu reconeixement anava creixent cada any. D'aquest període són Delirio amoroso (1989) i Il tormento delle figure (1990). I dels anys següents, Le parole di Alda Merini i Vuoto d'amore, seguits el 1992 per Ipotenusa d'amore, i el 1993 per La palude di Manganelli o il monarca del re. Aquest mateix any guanya el premi Librex-Guggenheim «Eugenio Montale» en la categoría de poesia, que la consagrà entre els grans literats contemporanis italians.
El 1996 guanya el Premi Vareggio per La vida fàcil, una obra en prosa. El 1997 obté el Premi Procida-Elsa Morante. Aquest mateix any es promogué a Itàlia la seva candidatura al Premi Nobel, impulsada especialment pel dramaturg Dario Fo. El 2007 va ser nominada doctora honoris causa per la Universitat de Messina.
En la seva obra, defensa i dona veu als col·lectius d'exclosos. Ella mateixa va viure voluntàriament en condicions d'«indigència franciscana» els últims anys de la seva vida, i s'alimentava en algunes èpoques en menjadors de serveis socials.

## Obra editada en català
- Curbet Edicions publicà el 2012 Balades no pagades, en una traducció Nora Albert.[4]
- La Terra Santa, publicat a Menorca el 2016 per l'editorial Arrela, traduït i prologat per Nora Albert, que va conèixer Merini.
- Clínica de l'abandó, en una traducció de Meritxell Cucurella-Jorba, ha estat publicat el 2016 a Vic per Eumo Editorial, dins de la col·lecció Jardins de Samarcanda. Va merèixer el XII Premi Jordi Domènech.[8]
- Deliri d'amor, editat per Prometeu al 2017 i traduït per Meritxell Cucurella-Jorba.[7]